# Koziorożec pirenejski
Koziorożec pirenejski (Capra pyrenaica) – gatunek ssaka z rodziny wołowatych (Bovidae). Występuje w Hiszpanii i Portugalii. Nie jest zagrożony wyginięciem.
Gatunek obejmuje 4 podgatunki, w tym 2 wymarłe:
- koziorożec zachodni (Capra pyrenaica victoriae)
- koziorożec hiszpański (Capra pyrenaica hispanica)
- koziorożec portugalski (Capra pyrenaica lusitanica †)
- koziorożec pirenejski (Capra pyrenaica pyrenaica †)